# Григор'єв Сергій Олексійович
Сергі́й Олексі́йович Григо́р'єв (5 липня 1910, Луганськ — 9 квітня 1988, Київ) — український радянський художник і педагог; професор з 1947 року, член-кореспондент з 1953 року і дійсний член з 1958 року Академії мистецтв СРСР; член Об'єднання молодих митців України та Спілки радянських художників України. Чоловік Любові Григор'євої, батько Галини та Майї Григор'євих, дід Івана Григор'єва й Ольги Гуцу.

## Біографія
Народився 22 червня [5 липня] 1910 року у місті Луганську в багатодітній сім'ї залізничного сторожа, де був одинадцятою дитиною. У 1922—1926 роках навчався у Запорізькій художньо-промисловій школі; у 1926—1927 роках відвідував ВХУТЕМАС у Москві; у 1928—1932 роках навчався в Київському художньому інституті. Його вчителями були В. Невський, М. Кузнецов, Михайло Купріянов, Лев Бруні, Володимир Фаворський, Фотій Красицький, Костянтин Єлева, Володимир Денисов, Євген Сагайдачний, Федір Кричевський. Дипломна робота — ескізи до фрески «Від перемоги до перемоги».
Після інституту працював у плакатній майстерні харківського видавництва «Література і мистецтво». У 1932—1933 роках викладав на кафедрі рисунку Харківського художнього інституту; з 1934 року — доцент кафедри рисунку Київського художнього інституту.
З березня 1940 року по квітень 1946 року служив у Червоній армії. Проходив військову службу в інтендантській службі, мав військове звання лейтенанта. Член ВКП(б) з 1941 року.
З 1947 року — професор, з 1950 року — керівник майстерні жанрового живопису Київського художнього інституту. У 1951—1955 роках — ректор Київського художнього інституту. В 1958 році очолив творчі майстерні Академії мистецтв УРСР, якими керував до кінця життя.
Мешкав у Києві в будинку на вулиці Хрещатику № 13, квартира № 11. Помер у Києві 9 квітня 1988 року. Похований у Києві на Байковому кладовищі (ділянка № 52).

## Творчість

Обговорення двійки

Працював у галузях станкового живопису (створював портрети, пейзажі, жанрові полотна), станкової графіки, плаката. Спершу був під впливом імпресіонізму, пізніше у жанрових полотнах виявив себе представником реалізму, хоч і зазнав тиску догм соцреалізму. Серед перших робіт:
- «Купальниці» (1933);
- «Оборона Кічкаса» (1937);
- «Учбовий комбінат» (1937);
- панно «Фізкультурники» (1937);
- «Діти на пляжі» (1937, Національний художній музей України);
- «У Каневі» (1937);
- панно «Свято молоді» (1938);
- «У червоноармійських таборах» (1938);
- «Хлопці і Дніпро» (1939);

портрети
- «Баяніст» (1937);
- «Комсомольська сім'я» (1939);
- «Портрет Максима Горького» (1939);
- «Портрет дівчини» («Художник Діна Фруміна»; 1939, Національний художній музей України).

В повоєнні роки написав:
- «Мій знайомий» (1946);
- «Вечірні промені» (1946);
- «Григорій Меліхов» (1947);
- «На зборах» (1947, Харківський художній музей);
- «Юні натуралісти» (1948, Національний художній музей України)[6];
- «У рідній сім'ї» (1948, Центральний музей Збройних Сил);
- «Воротар» (1949, Третьяковська галерея);
- «Прийом до комсомолу» (1949, Національний художній музей України; повтор 1954 року — Національна художня галерея Болгарії)[6];
- «Батьківські збори»;
- «Обговорення двійки» (1950, Третьяковська галерея);
- «Повернувся»[ru] (1953, Третьяковська галерея);
- «Хлопчик з характером» (1956, Херсонський художній музей[7]);
- «Піонерський галстук» (1957, Алупкинський палац-музей);
- «За книгою» (1958, Миколаївський художній музей);
- «В ім'я життя» (1959, Національна художня галерея Болгарії)[3];
- «За Батьківщину» (1959, Національна художня галерея Болгарії);
- «Батьківські збори» (1960);
- «Перші слова» (1961);
- «Дівчата» (1966);
- «Діти за книгою» (1969);
- «Мати» (1969, Національний художній музей України)[3];
- «Діти» (1970, Дирекці художніх виставок України)[3];
- «Оля» (1972);
- «В озерному краї» (1974, Запорізький обласний художній музей)[3];
- «Цікава книга» (1974)[8];
- «Мирна земля» (1975, Національний художній музей України)[8];
- «Осінь у Кончі-Заспі» (1976);
- «Конча-Заспа» (1976);
- «Сестра і брат» (1985).

Написав портрети:
- маршала Радянського Союзу Івана Конєва (1947; Національний художній музей України)[6];
- художників Сергія Отрощенка (1957), Тетяни Голембієвської (1960, Горлівський художній музей);
- письменників — Андрія Головка (1966), Петра Панча (1967), Андрія Малишка (1967), Павла Усенка (1969), Миколи Бажана (1976).

Виконав також низку графічних робіт:
- плакати на індустріальні теми (1930-ті);
- «В дитячій музичній школі» (1945, папір наклеєний на картон, акварель; Національний художній музей України)[9];
- «Зима» (папір наклеєний на картон, акварель; Національний художній музей України)[9];
- «Молодиця» (1946, акварель; Національний музей у Львові)[3];
- «Портрет Героя Соціалістичної Праці Паші Ангеліної» (1946, акварель; Національний художній музей України);
- «Пейзаж» (1946, акварель; Національний художній музей України);
- «Майбутня чемпіонка» (1957, гуаш);
- «На хрещатику» (1964, олівець);
- «Туалет кукли» (1965, пастель);
- «Валя Захарчук» (1965, олівець);

Брав участь у всеукраїнських виставках з 1935 року, всесоюзних з 1937 року, зарубіжних з 1933 року (Польська Республіка, 1933; Німецька Демократична Республіка, 1949; Сирія, 1955). Персональні виставки відбулися у Києві у 1940 і 1973 роках.

## Відзнаки
- Нагороджений двома орденами Трудового Червоного Прапора, орденом «Знак Пошани», медаллю «За перемогу над Німеччиною»;
- Лауреат Сталінських премій:
  - 1950 року — за картини «Воротар»[ru], «Прийом до комсомолу»[ru];
  - 1951 року — за картину «Обговорення двійки»[ru].

почесні звання
- Заслужений діяч мистецтв УРСР з 1948 року;
- Народний художник УРСР з 1951 року;
- Народний художник СРСР з 1974 року;

## У мистецтві
В журналі «Перець» № 16 за 1984 рік розміщено дружній шарж Анатолія Арутюнянца, присвячений митцю.

## Учні
- Баринова-Кулеба Віра Іванівна;
- Барський Вілен Ісаакович;
- Безуглий Данило Іванович;
- Бєглий Олександр Федорович;
- Бєльський Михайло Гаврилович;
- Білан Петро Ілліч;
- Біляк Володимир Йосипович;
- Болдирєв Володимир Степанович;
- Вайнштейн Михайло Ісакович;
- Водоп'янова Клавдія Пантелеймонівна;
- Волковинська Зінаїда Володимирівна;
- Галчанський Сергій Дмитрович;
- Голембієвська Тетяна Миколаївна;
- Гордієць Євген Якович;
- Григор'єв Ігор Павлович;
- Григор'єва Галина Сергіївна;
- Григор'єва Майя Сергіївна;
- Гурін Василь Іванович;
- Гуторов Іван Федорович;
- Деряжний Федір Іванович;
- Джолос Любов Іванівна;
- Дроздова Олена Сергіївна;
- Дубовик Олександр Михайлович;
- Животков Олег Олександрович;
- Журавель Володимир Кузьмич;
- Зарецький Віктор Іванович;
- Заруба Костянтин Васильович;
- Заруба Наталія Іванівна;
- Захарчук Валентина Олексіївна;
- Захарчук Олексій Миколайович;
- Капітан Леонід Олексійович;
- Керімова Олена Олександрівна;
- Кержнер Олександр Хацкельович;
- Кириченко Іван Васильович;
- Киянченко Дмитро Георгійович;
- Климонов Володимир Тимофійович;
- Кокін Михайло Олександрович;
- Компанієць-Киянченко Надія Дмитрівна;
- Кривенко Володимир Михайлович;
- Кружков Ілля Маркович;
- Куцевич Валентина Володимирівна;
- Куценко Павло Якович;
- Левич Яким Давидович;
- Лерман Зоя Наумівна;
- Лимарєв Анатолій Григорович;
- Лисенко Іван Семенович;
- Лисенко Сергій Миколайович;
- Лисенко-Ткачук Ірина Василівна;
- Лопухов Олександр Михайлович;
- Лубенський В'ячеслав Іванович;
- Луцкевич Юрій Павлович;
- Любчик Василь Олексійович;
- Макогон Ігор Іванович;
- Малишевський Юрій Іванович;
- Марченко Ніна Яківна;
- Меліхов Георгій Степанович;
- Міщенко Порфирій Матвійович;
- Небожатко Геннадій Абрамович;
- Недошовенко Тамара Федорівна;
- Недошовенко Федір Іванович;
- Нестеренко Микола Васильович;
- Нечипоренко Генріх Вікторович;
- Одайник Вадим Іванович;
- Одайник Сергій Вадимович;
- Одайник-Самойленко Зоя Олександрівна;
- Ольшанський Володимир Архипович;
- Орябинський Олексій Максимович;
- Павловська Олександра Георгіївна;
- Павлюк Георгій Миколайович;
- Пєтухов Василь Опанасович;
- Пікалов Микола Лаврентійович;
- Пономарьова Лідія Зіновіївна;
- Рябов Віталій Федорович;
- Ряснянський Михайло Олексійович;
- Скрябін Петро Дмитрович;
- Смирнов Валентин Сергійович;
- Согоян Віра Согомонівна;
- Соловйов Євген Степанович;
- Солодовников Олексій Павлович;
- Сороколєтов Гаврило Володимирович;
- Старосельська Тетяна Миколаївна;
- Стороженко Микола Андрійович;
- Тихий Іван Антонович;
- Толкачова Анель Зіновіївна;
- Фільберт Олександр Олександрович;
- Ходченко Лев Павлович;
- Холоменюк Іван Олександрович;
- Чегодар Василь Дмитрович;
- Чеканюк Вілен Андрійович;
- Шпонько Григорій Андрійович;
- Щербатенко Юрій Володимирович;
- Яблуновський Петро Антонович;
- Ятченко Юлій Миколайович.